# George Kubler
George Kubler (26 juillet 1912 - 3 octobre 1996) est un historien de l'art américain. Il fut l'un des plus grands spécialistes de l'art précolombien et de l'art ibéro-américain. Il fit ses études universitaires à Yale où il suivit les cours de Henri Focillon. Son livre le plus important, Formes du temps, influença des artistes tels que Robert Smithson, Donald Judd et Robert Morris.

## Œuvres traduites en français
- Formes du temps. Remarques sur l'histoire des choses, présenté par Andréi Nakov, traduit de l'américain par Y. Kornel et C. Naggar, Paris, Champ libre, 1973